# Einzelschiff
Ein Einzelschiff (englisch: unique ship, bzw. unique vessel oder one-off ship) ist generell ein einzelnes gebautes Schiff ohne Schwesterschiffe für zivilen oder militärischen Einsatz, das unter Umständen auch das einzige gebaute einer Schiffsklasse sein kann. Auch andere Wasserfahrzeuge, die keine Schiffe in Standardbauweise sind, wie etwa Katamarane, Trimarane, Tragflächenboote, SWATHs oder U-Boote bzw. U-Kreuzer gelten, wenn als Einzelexemplar gebaut, ebenfalls als Einzelschiff.

## Beschreibung
Ein Einzelschiff ist gewöhnlich ein einzeln gebautes Schiff, nach dessen Bau keine weiteren Schwesterschiffe gleichen Typs bzw. Ausführung nachfolgen. Für den Fall, dass das einzelne Schiff auch das einzige der Klasse ist, dann ist es damit sowohl Typschiff (auch Klassenschiff oder Leitschiff genannt) als auch Serienschiff zugleich. Allerdings begründeten Einzelschiffe nur in wenigen Fällen eine Schiffsklasse, die nach diesen benannt wurde, sodass es eine Reihe von „unklassifizierten“ Einzelschiffen gab und noch immer gibt. Außerdem gehörten Einzelschiffe nur in ganz wenigen Ausnahmefällen einer nicht nach ihrem eigenen Namen benannten Klasse an, so beispielsweise der große britische Schlachtkreuzer Hood von 1920, der am Ende als einziges Schiff der Admiral-Klasse fertiggebaut wurde. Im Allgemeinen kann gesagt werden, dass diverse Einzelschiffe nicht selten besonders innovative Merkmale besaßen oder gar völlig neue Schiffstyp-Gattungen begründeten.
In der zivilen Schifffahrt waren die großen Passagierschiffe oftmals Einzelschiffe. Einige einzelne Handelsschiffe und Frachtschiffe (inklusive Stückgutschiffe) gab es ebenfalls, meistens wurden diese jedoch zunehmend eher in Serie gebaut, um die Baukosten zu senken und blieben daher mit Ausnahme der großen Tanker, Massengutfrachter (Bulkcarrier) oder Containerschiffe eher selten. Allerdings gab es auch noch einige zivile Einzelschiffe, die oftmals für spezielle Einsatzzwecke gebaut wurden. Diese waren zumeist Arbeitsschiffe, die nicht dem Transport dienten, wie zum Beispiel Eisbrecher, Feuerschiffe, Lotsenboote, Feuerlöschboote, Tender, Versorgungsschiffe, Schubschiffe, Kranschiffe, Wasserbaufahrzeuge/Baggerschiffe, Bohrschiffe, Vermessungsschiffe, Peilschiffe, Wetterschiffe, Flugsicherungsschiffe, Bergungsschiffe, Werkstattschiffe und Kraftwerksschiffe. Dazu kamen noch Fabrikschiffe, Dockschiffe, Kabelleger, Halbtaucherschiffe und andere spezialisierte Typen. Ebenso wurde auch eine Reihe von Schleppern, Forschungsschiffen und Mehrzweckschiffen als Einzelschiffe gebaut. Auch von der Standardbauform abweichende Schiffstypen wurden bzw. werden als Einzelschiffe gebaut, so etwa vor allem früher Tragflächenboote und neuerdings auch SWATH-Doppelrumpfschiffe. Besonders erwähnenswert als Einzelschiffe für die zivile Hochseeschifffahrt sind die beiden Nuklearschiffe Savannah aus den USA 1962 sowie Otto Hahn aus dem damaligen Westdeutschland 1969 (auch Forschungsschiff), welche als besondere Innovation als erste Handelsschiffe über einen Kernenergie-Antrieb verfügten, der sich jedoch bei Schiffen der Handelsmarine letztlich nicht durchsetzen konnte.
Im militärischen Bereich kam der Bau von Einzelschiffen wesentlich häufiger vor, weshalb die meisten in der Geschichte daher Kriegsschiffe waren. Die Gründe hierfür waren vielfältig, meistens spielten wirtschaftliche Gründe eine Rolle, wenn mangelnde Finanzmittel oder geänderte politische bzw. strategische Rahmenbedingungen den Bau einer kompletten Klasse nicht mehr zuließen oder nicht mehr sinnvoll machten. Ein gutes Beispiel hierfür war die Vanguard von 1946, das letzte fertiggestellte britische Schlachtschiff und zugleich Einzelschiff der Vanguard-Klasse. Zuweilen wurde aus verschiedenen Gründen auch der ursprünglich vorgesehene Bau sämtlicher Schwesterschiffe gestrichen, so dass am Ende nur ein einziges Schiff der Klasse gebaut wurde. Beispiele hierfür sind der in Italien gebaute sowjetische Flottillenführer (Großzerstörer) Taschkent von 1939 der gleichnamigen Taschkent-Klasse und der bereits erwähnte britische Schlachtkreuzer Hood von 1920 der Admiral-Klasse. Ein weitaus häufigerer Anlass zum Bau eines einzelnen Kriegsschiffes war dessen experimentellen Charakter, um damit einen neuen Schiffstyp zu erproben bzw. bei Erfolg in der Marine einzuführen. Ein berühmter Fall war das erste entworfene Panzerschiff der Welt überhaupt, die Monitor der Unionsstaaten aus dem Amerikanischen Bürgerkrieg von 1862, ein damals völlig neuer Kriegsschifftyp, der zusammen mit der kurz zuvor fertiggestellten und eingesetzten Virginia der Konföderierten Staaten aufgrund ihrer Panzerung den Seekrieg weg von den hölzernen Segelschiffen revolutionieren sollte. Der Bau eines Einzelschiffs war besonders bei kleineren Marinen aber auch oft eine günstige Lösung, um veraltete oder verloren gegangene Kampfschiffe zu ersetzen. So wurde zum Beispiel in den Niederlanden im Jahre 1936 der Leichte Kreuzer De Ruyter der gleichnamigen De-Ruyter-Klasse als damals größte Einheit der Koninklijke Marine und neues Flotten-Flaggschiff in Dienst gestellt. Auffallend ist jedoch die hohe Zahl an Flugzeugträgern unter den Einzelschiffen, weit mehr als beispielsweise bei Kreuzern, was angesichts der Größe und den damit verbundenen enormen Baukosten auch nicht verwundert. Ein weiteres bahnbrechendes Einzelschiff war der erste US-amerikanische atomgetriebene Flugzeugträger Enterprise von 1961, der eine lange Reihe von nuklear bzw. konventionell angetriebenen Flugzeugträgern und anderen Schiffen vorausging. Dieses war eines der bekanntesten Schiffe seiner Art und von Anbeginn als atomgetriebener Flugzeugträger entworfen worden. Bei diesem Schiffstyp kam es dabei jedoch auch zu Sonderfällen, in denen eigentlich nicht als Flugzeugträger konzipierte bzw. noch nicht vollendete Schiffe als Flugzeugträger fertiggestellt wurden. Das berühmteste Beispiel hierfür war die japanische Shinano von 1944, die aus dem noch im Bau befindlichen dritten Superschlachtschiff gleichen Namens der Yamato-Klasse entstand. Einige weitere einzelne Flugzeugträger wurden aus Passagier- bzw. Handelsschiffen nachträglich umgebaut, wie die italienische Aquila von 1943, die ab 1941 aus dem großen Passagierdampfer Roma entstanden war, jedoch aufgrund der politischen Ereignisse in ersterem Jahr am Ende nicht mehr abgeliefert werden konnte. Eines der letzten gebauten Schiffe dieses Typs ist auch ein Einzelschiff, die französische Charles de Gaulle von 2001, die ebenfalls über Kernenergieantrieb verfügt. Als aktuell letzter konventionell angetriebener einzelner Flugzeugträger wurde 2009 die italienische Cavour in Dienst gestellt. Eine weitere Besonderheit stellen Flugzeugmutterschiffe dar, die fast immer Einzelschiffe waren. Diese entstanden in den allermeisten Fällen aus dem Umbau von Handelsschiffen oder seltener dem von veralteten Kriegsschiffen. Auch das deutsche Katapultschiff Ostmark war ein Einzelschiff.
Daneben wurden für die militärische Schifffahrt in der Geschichte mehrere U-Boote und U-Kreuzer als Einzelschiffe gebaut, insbesondere dann, wenn es sich hierbei um Versuchsmuster handelte, die zur Erprobung neuer Technologien diente. Darunter finden sich so bekannte Namen wie das große italienische Hochsee-U-Boot Ettore Fieramosca von 1930 (im Grunde schon ein U-Kreuzer), das kleinere finnische U-Boot Vesikko von 1933 (war der Prototyp der späteren ersten Baureihen der deutschen U-Boote aus dem Zweiten Weltkrieg), der große italienische Hochsee-U-Minenleger Pietro Micca von 1935, das US-amerikanische Atom-U-Boot Nautilus von 1954 sowie der französische U-Kreuzer Surcouf von 1934, der zugleich das größte je gebaute Unterwasserfahrzeug der Welt war.

## Bekannte Einzelschiffe (zivil)
Passagierschiffe

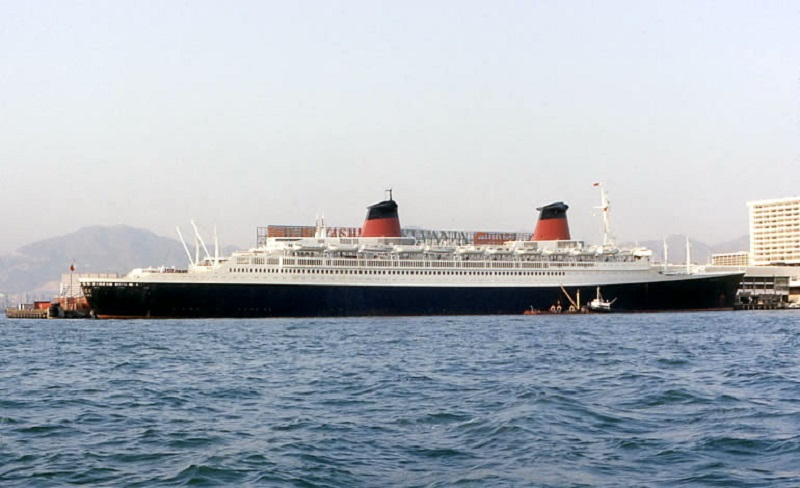
Passagierschiff France
(Frankreich 1962)

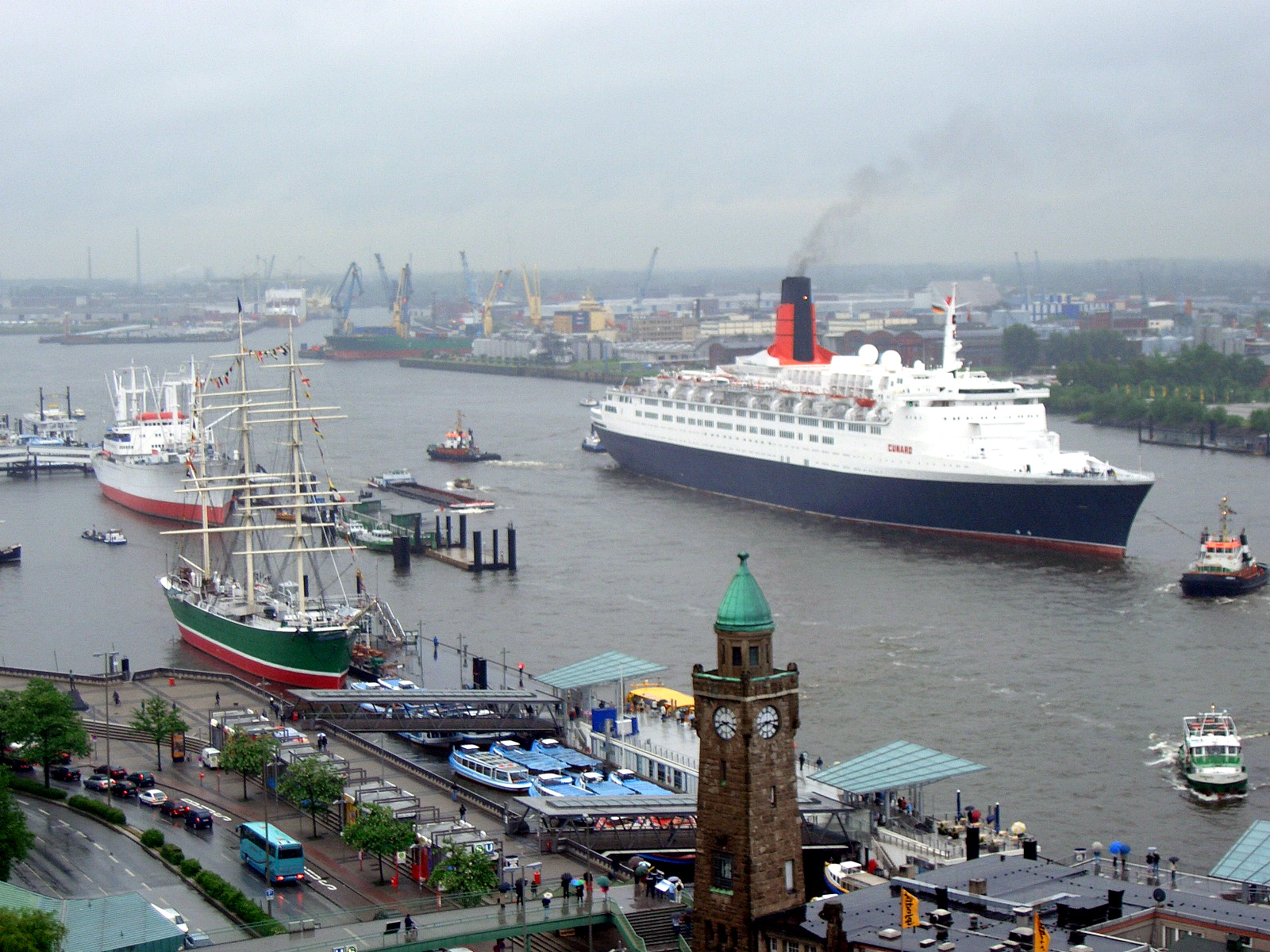
Passagierschiff Queen Elizabeth 2
(Großbritannien 1969)

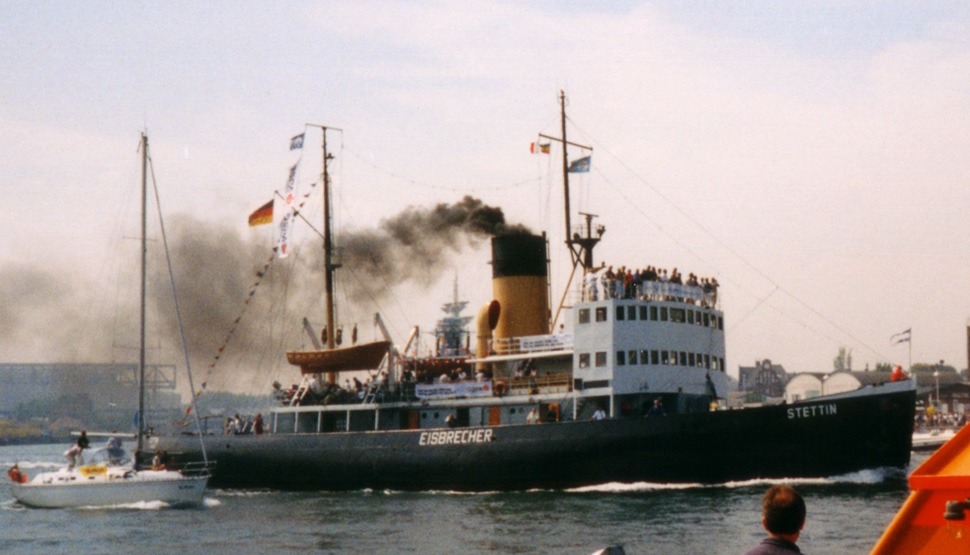
Dampfeisbrecher Stettin
(Deutschland 1933 – heute Museumsschiff)

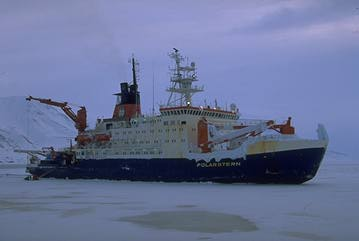
Forschungsschiff und Eisbrecher Polarstern
(Deutschland 1982)

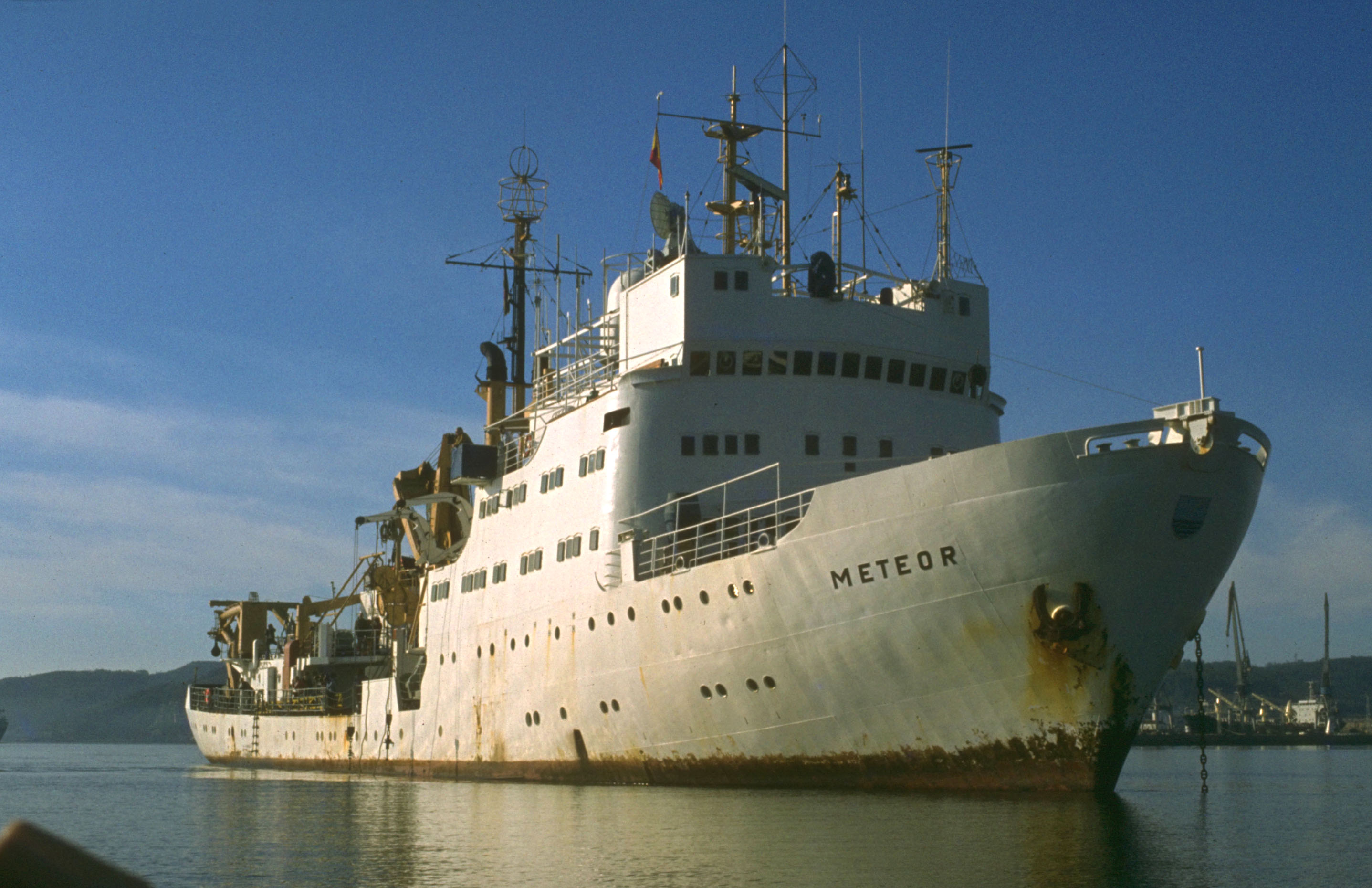
Forschungsschiff Meteor
(Deutschland 1964)

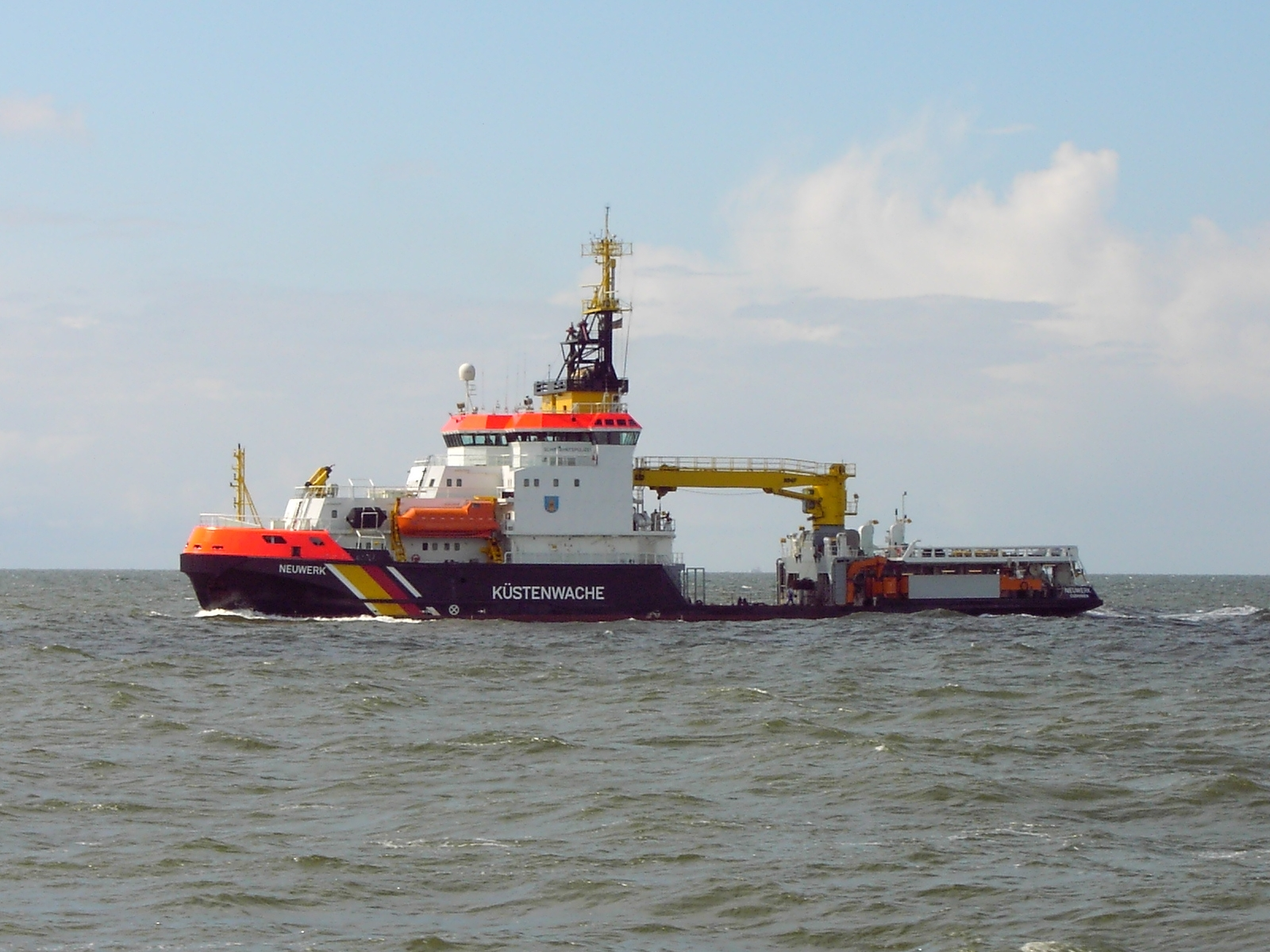
Mehrzweckschiff Neuwerk
(Deutschland 1998)

- North River Steam Boat – auch bekannt als Clermont (Seitenraddampfer) – USA 1807
- Lexington (Seitenraddampfer, auch Frachtschiff) – USA 1835
- Great Eastern – Großbritannien 1859
- Deutschland – Deutschland 1900
- George Washington – Deutschland 1909 (USA ab 1919)
- Normandie – Frankreich 1935
- United States – USA 1952
- Hans Hedtoft – Dänemark 1958
- France (später Norway) – Frankreich 1962
- Queen Elizabeth 2 – Großbritannien 1969
- Nordlys – Norwegen 1994
- Polarlys – Norwegen 1996
- Queen Mary 2 – Großbritannien 2003

Frachtschiffe
- Lexington (Seitenraddampfer, auch Passagierschiff) – USA 1835
- Savannah – USA 1962 (nicht mehr in Betrieb)
- Otto Hahn (auch Forschungsschiff) – Deutschland 1969 (nicht mehr in Betrieb)
- Sevmorput (auch Eisbrecher) – Sowjetunion/Russland 1988

Schlepper
- De Ruyter – Niederlande 1962
- Pacific – Deutschland 1962
- Oceanic – Deutschland 1969

Schubschiffe
- Sprague (Heckraddampfer) – USA 1902

Eisbrecher
- Stettin – Deutschland 1933 (heute Museumsschiff)
- Lenin – Sowjetunion/Russland 1959
- SA Agulhas (auch Forschungsschiff) – Südafrika 1977
- Polarstern (auch Forschungsschiff) – Deutschland 1982
- Rossiya – Russland 1985
- Healy (auch Forschungsschiff) – USA 1999

Forschungsschiffe
- Endeavour – Großbritannien 1768
- Admiral Tegetthoff – Österreich-Ungarn 1872
- Gjøa – Norwegen 1872
- Vega – Schweden 1878 (Gebaut 1873)
- Endurance (ex Polaris) – Großbritannien 1912
- Meteor – Deutschland 1915/1924
- Cheliuskin (ex Lena) – Sowjetunion/Russland 1933
- Meteor – Deutschland 1964
- Alkor – Deutschland 1966
- Littorina – Deutschland 1975
- Senckenberg – Deutschland 1976
- SA Agulhas (auch Eisbrecher) – Südafrika 1977
- Sonne – Deutschland 1978
- Akademik Mstislaw Keldysch – Sowjetunion/Russland 1981
- Polarstern (auch Eisbrecher) – Deutschland 1982
- Meteor – Deutschland 1986
- Mercator – Deutschland 1990
- Healy (auch Eisbrecher) – USA 1999
- Maria S. Merian – Deutschland 2005

Mehrzweckschiffe (Küstenwachschiff, Tonnenleger, Schlepper, Löschboot, Eisbrecher)
- Scharhörn – Deutschland 1974
- Mellum – Deutschland 1984
- Neuwerk – Deutschland 1998
- Arkona – Deutschland 2005

## Bekannte Einzelschiffe (militärisch)
Galeere

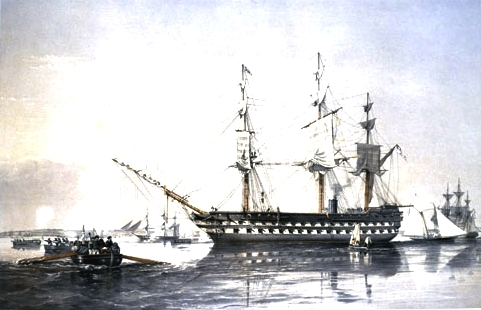
Linienschiff Agamemnon
(Großbritannien 1852)

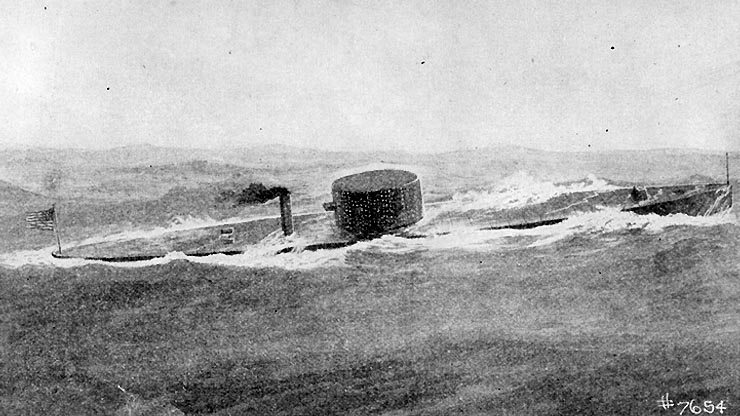
Panzerschiff (Monitor) Monitor
(USA 1862)

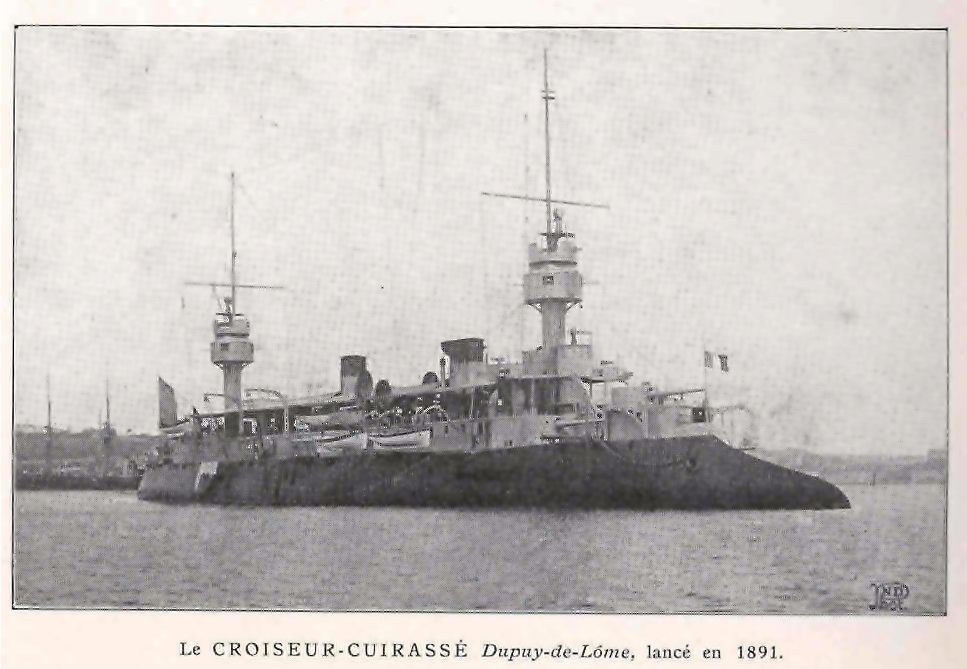
Panzerkreuzer Dupuy de Lôme
(Frankreich 1890)

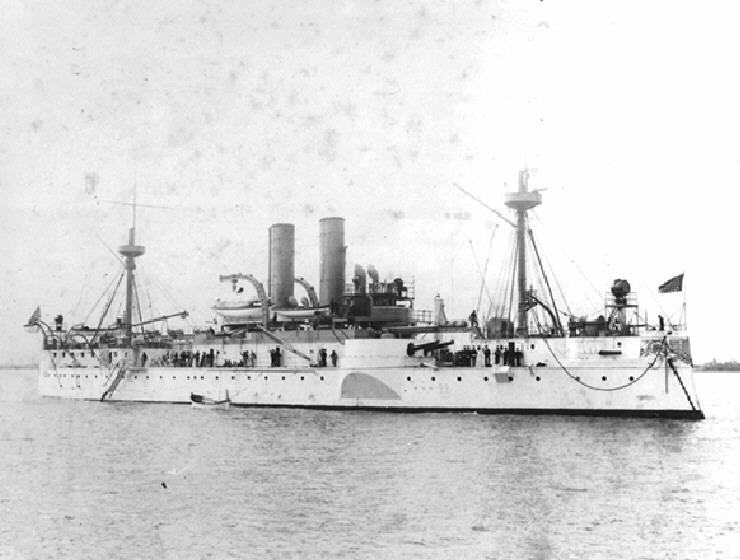
Panzerlinienschiff Maine (ACR-1)
(USA 1895)

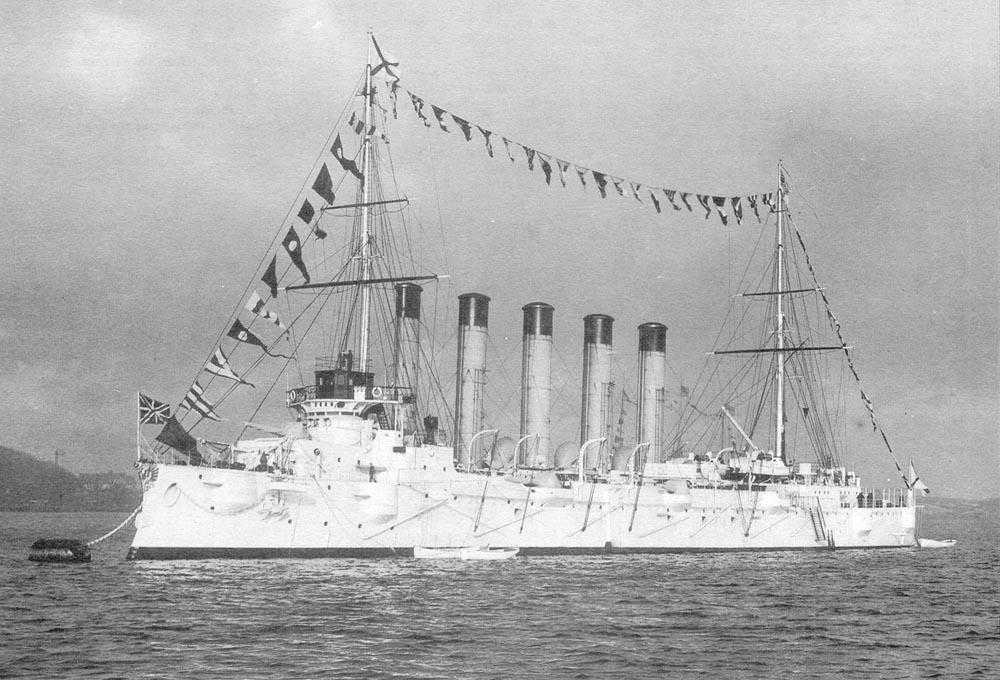
Geschützter Kreuzer Askold
(Russisches Reich 1902)

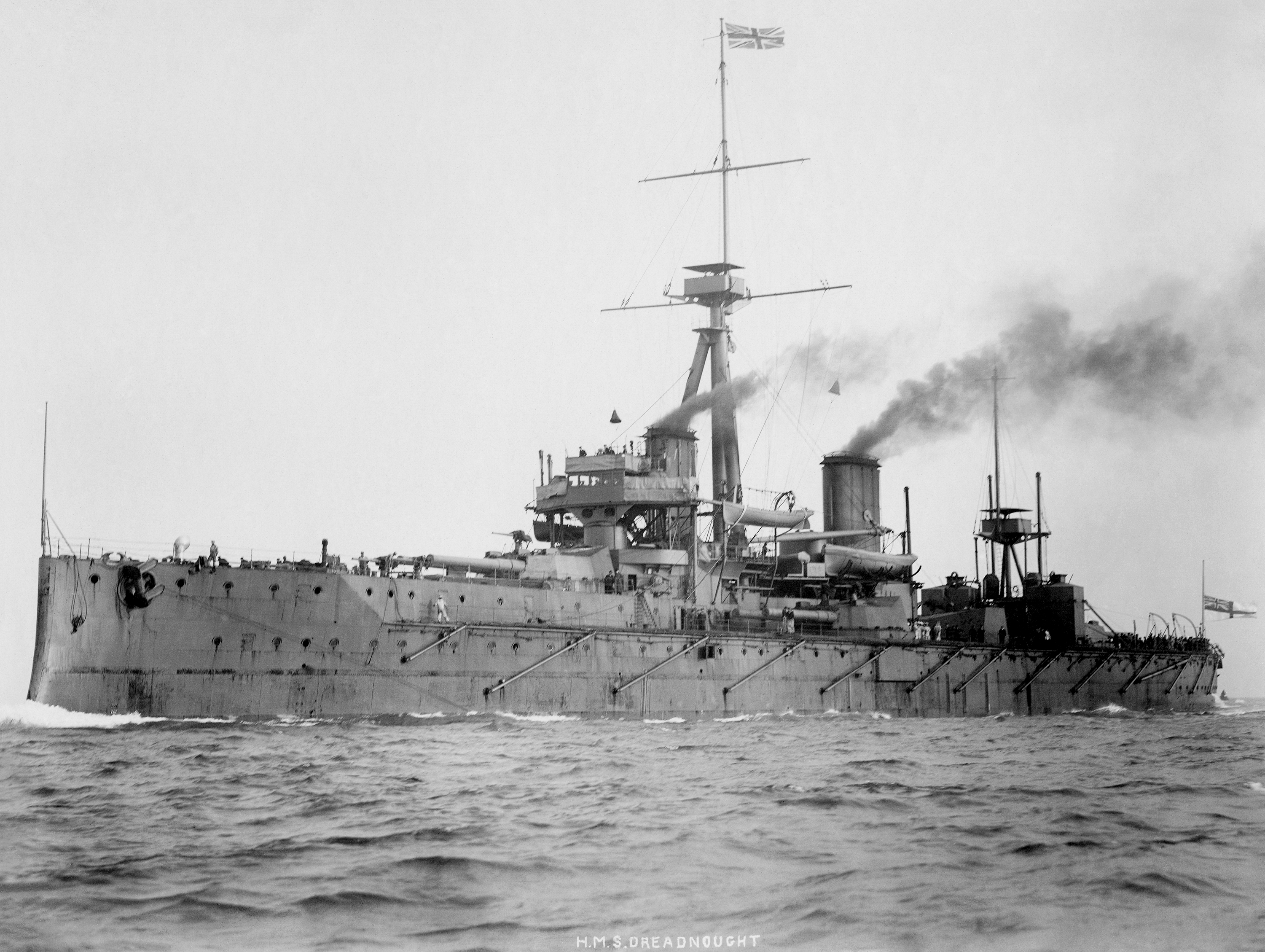
Schlachtschiff Dreadnought
(Großbritannien 1906)

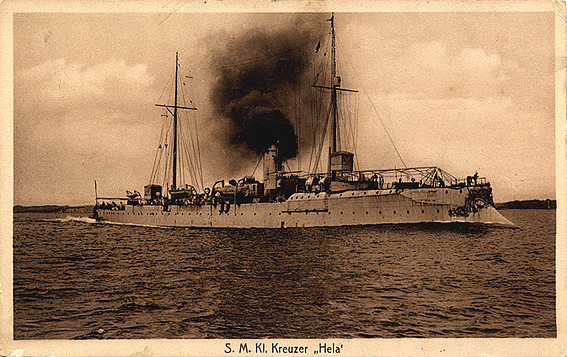
Kleiner Kreuzer Hela
(Deutschland 1907)

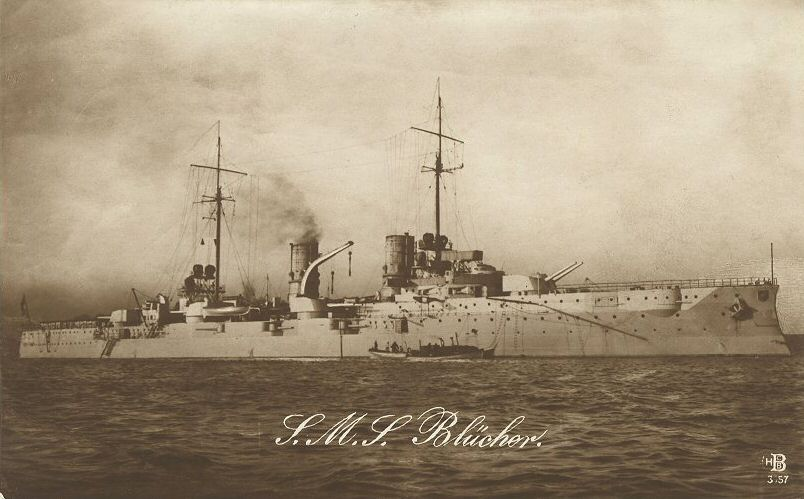
Großer Kreuzer (Panzerkreuzer) Blücher
(Deutschland 1909)

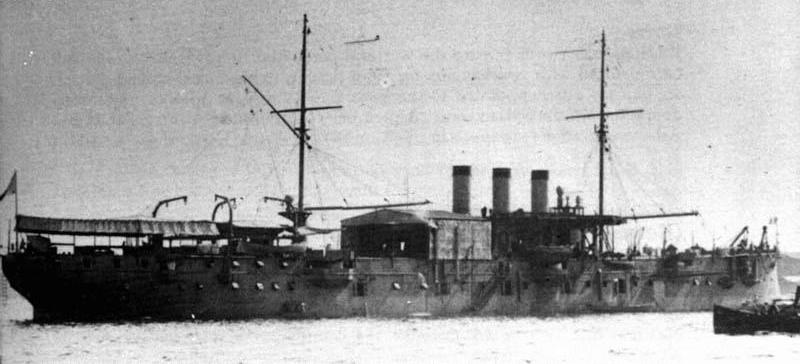
Wasserflugzeugtender La Foudre
(Frankreich 1913)

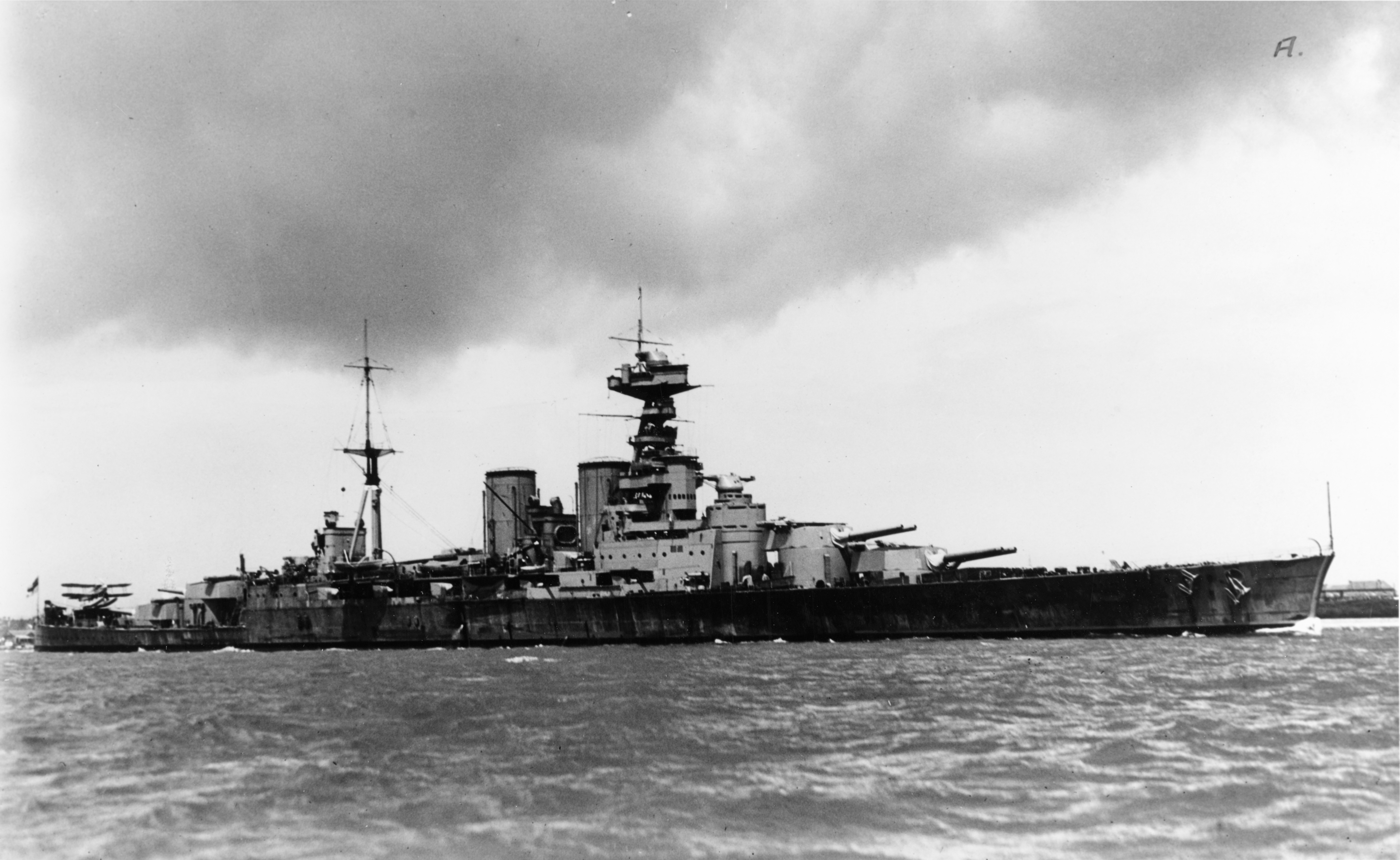
Schlachtkreuzer Hood
(Großbritannien 1920)

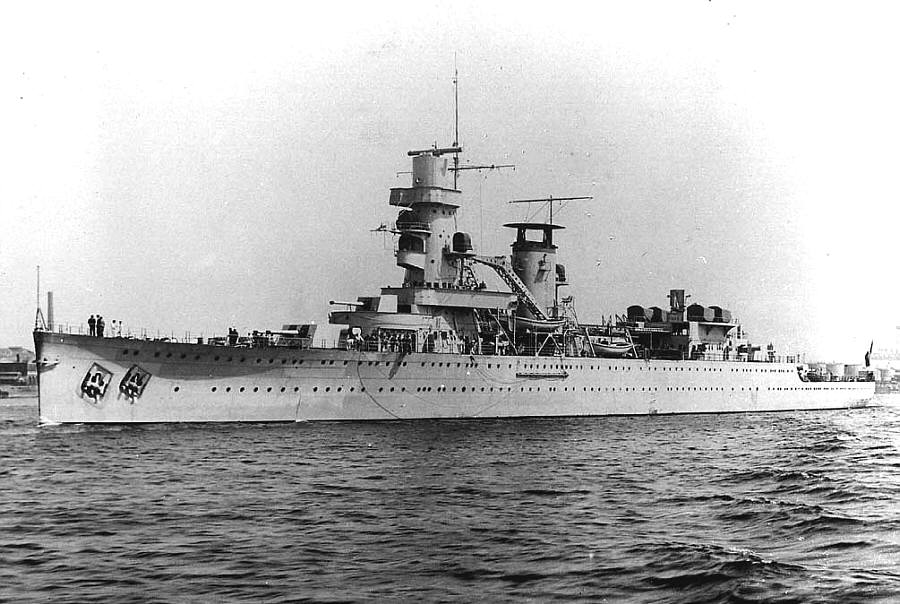
Leichter Kreuzer De Ruyter
(Niederlande 1936)

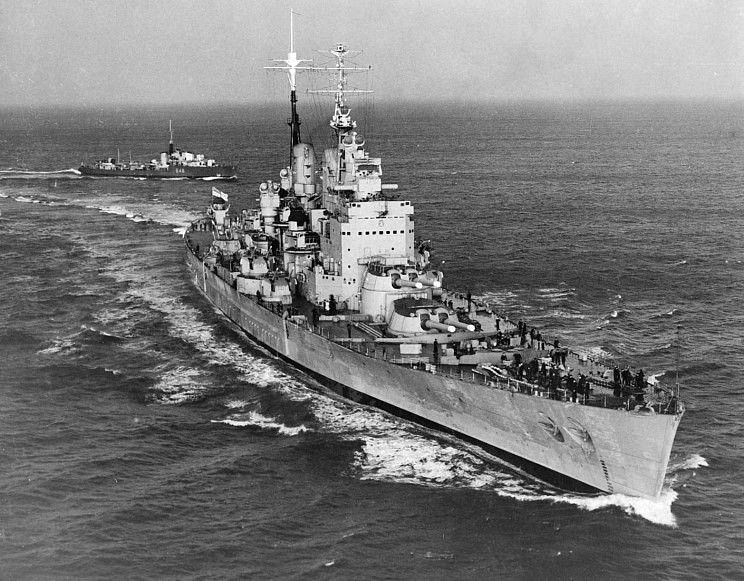
Schlachtschiff Vanguard
(Großbritannien 1946)

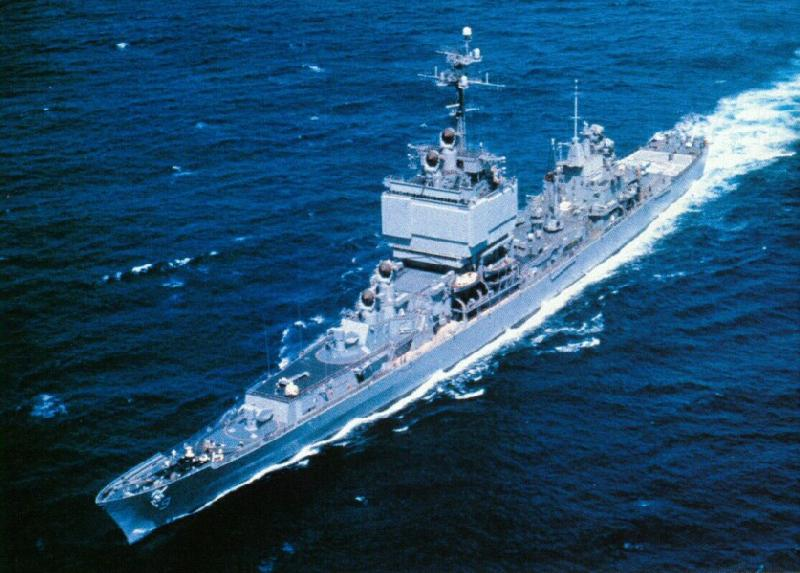
Atomkreuzer Long Beach (CGN-9)
(USA 1961)

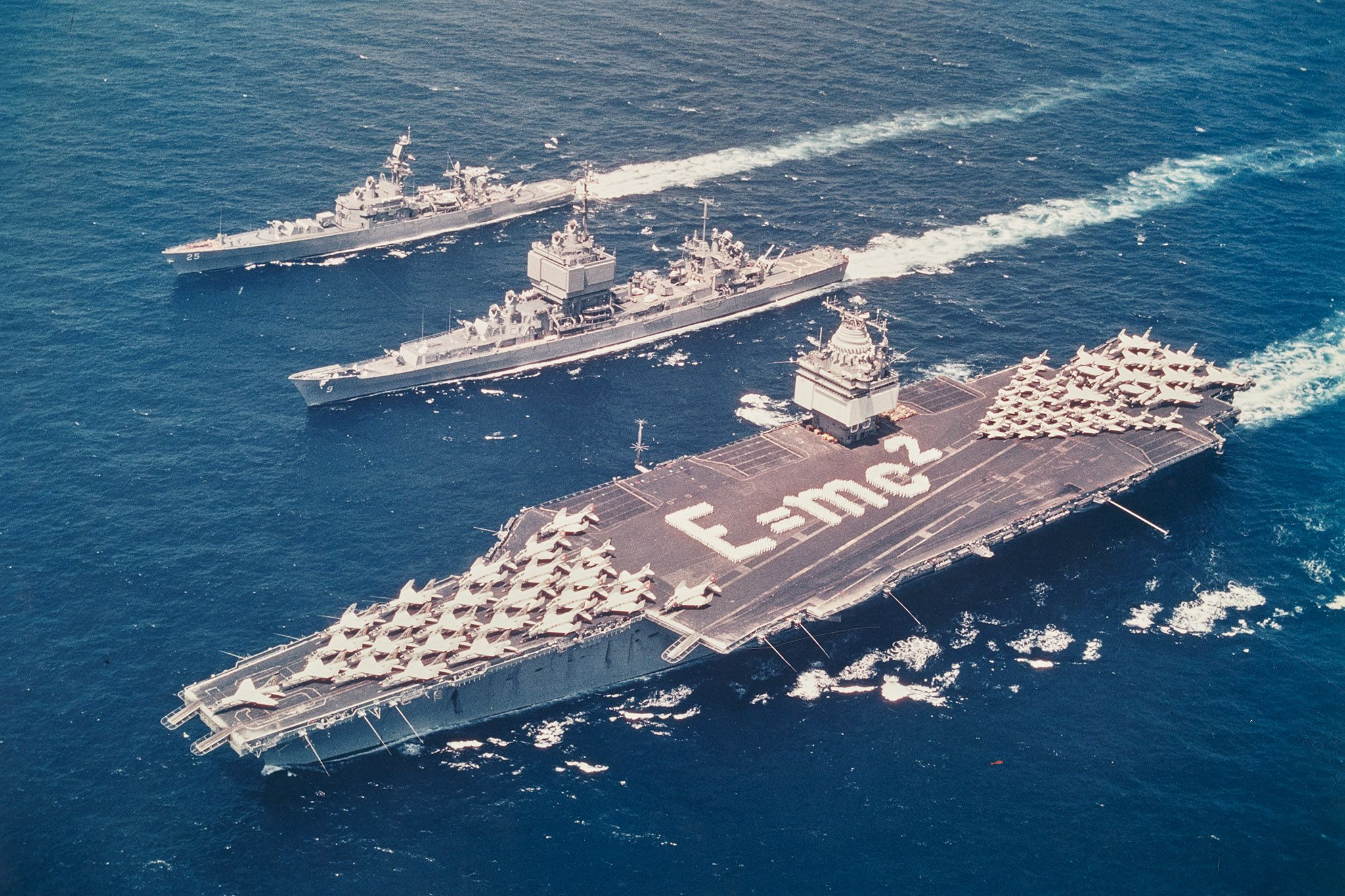
Flugzeugträger Enterprise (CVN-65)
(USA 1961)

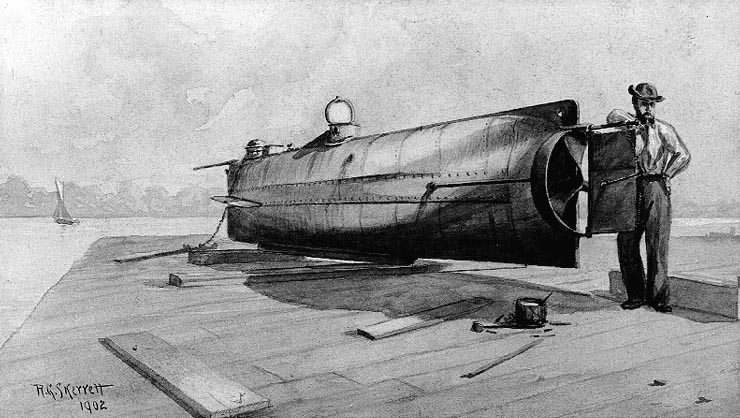
Unterseeboot Hunley
(Konföderierte Staaten von Amerika 1863)

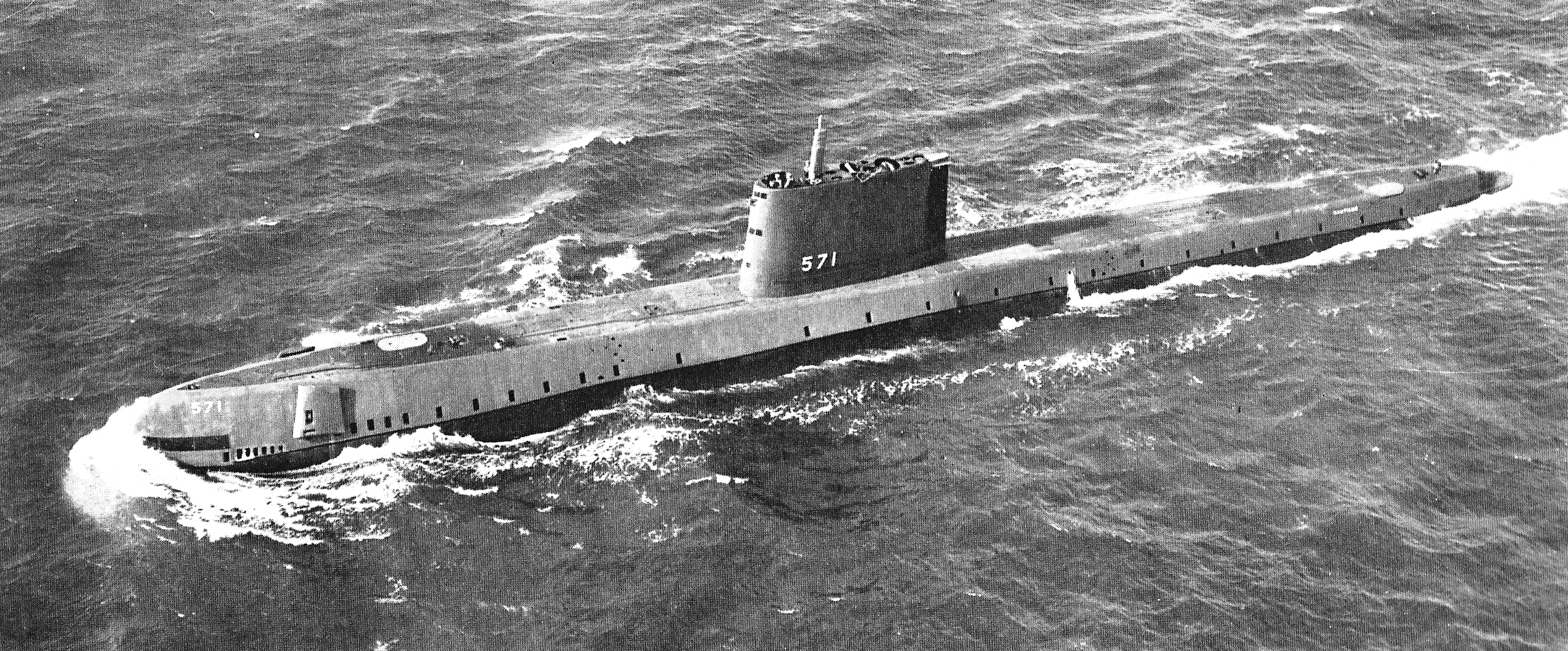
Unterseeboot Nautilus (SSN-571)
(USA 1954)

- La Real, Spanien, Flaggschiff von Don Juan de Austria in der Seeschlacht von Lepanto 1571

Segel-Linienschiffe
- Vasa – Schweden 1628 (heute Museumsschiff)
- Soleil Royal – Frankreich 1669
- Victory – Großbritannien 1765 (heute Museumsschiff)
- Bretagne – Frankreich 1766
- Santísima Trinidad – Spanien 1769
- Pennsylvania – Vereinigte Staaten 1837

Dampfbetriebene Schwimmende Batterie
- USS Fulton (auch: Demologos, Fulton the First oder U.S. Steam Battery Fulton) – USA 1816

Dampf-Linienschiffe
- HMS Achilles – Großbritannien 1864
- HMS Bellerophon – Großbritannien 1866

Monitore
- Monitor – USA 1862
- Virginia (ex Schraubenfregatte Merrimack) – USA (Konföderierte Staaten) 1862

Panzerschiffe
- König Wilhelm – eine Panzerfregatte – Deutschland 1869

Dampfgetriebene Panzerlinienschiffe
- La Dévastation – Frankreich 1879
- Texas – USA 1895 (Erstes US-Schlachtschiff mit der Bezeichnung Battleship)
- Maine – USA 1895 (Bis 1896 als Panzerkreuzer geführt)
- Iowa – USA 1897
- Asahi – Großbritannien/Japan 1900
- Mikasa – Großbritannien/Japan 1902
- Retwisan – USA/Russland 1900,
- Zessarewitsch – Frankreich/Russland 1903, aber fünf Nachbauten

Schlachtschiffe
- Dreadnought – Großbritannien 1906
- Agincourt – Großbritannien (Türkei) 1914
- Erin – Großbritannien (Türkei) 1914
- Canada – Großbritannien 1915, 1921 an ursprünglichen Auftraggeber Chile als Almirante Latorre
 (Schwesterschiff India 1924 als Flugzeugträger Eagle fertiggestellt)
- Vanguard – Großbritannien 1946 – letztes britisches Schlachtschiff

Schlachtkreuzer
- Von der Tann (amtliche Bezeichnung: Großer Kreuzer) – Deutschland 1911
- Seydlitz (amtliche Bezeichnung: Großer Kreuzer) – Deutschland 1913
- Tiger – Großbritannien 1914 (Schwesterschiff HMS Leopard unvollendet)
- Hood – Großbritannien 1920 (Schwesterschiffe HMS Rodney, HMS Anson und HMS Howe unvollendet)

Kreuzer
Geschützte Kreuzer
- Esmeralda – Großbritannien/Chile 1884
- Jiyuan – Deutschland/China 1885
- Kaiserin Augusta – (Großer Geschützter Kreuzer) – Deutschland 1892
- Olympia – USA 1895
- Swetlana – Großbritannien/Russland 1898
- Warjag – USA/Russland 1901
- Askold – Deutschland/Russland 1902
- Nowik – Deutschland/Russland 1902, aber zwei Nachbauten
- Bojarin – Dänemark/Russland 1902
- Châteaurenault – Frankreich 1902
- Hamidiye – Großbritannien/Türkei 1904
- Mecidiye – USA/Türkei 1904

Kleine Kreuzer
- Hela – Deutschland 1896

Panzerkreuzer
- Dupuy de Lôme – Frankreich 1890
- Brooklyn – USA 1896
- Rossija – Russland 1897
- O’Higgins (Schiff, 1898) – Großbritannien/Chile 1898
- Fürst Bismarck – (Großer Kreuzer) – Deutschland 1900
- Gromoboi – Russland 1900
- Yakumo – Deutschland/Japan 1900
- Azuma – Frankreich/Japan 1900
- Prinz Heinrich – (Großer Kreuzer) – Deutschland 1902
- Bajan – Frankreich/Russland 1902, aber 3 Nachbauten
- Sankt Georg – Österreich-Ungarn 1904
- Rurik – Großbritannien/Russland 1909
- Blücher – (Großer Kreuzer) – Deutschland 1909

Leichte Kreuzer
- Emden – Deutschland 1925
- Émile Bertin – (Schneller Leichter Kreuzer) – Frankreich 1935
- De Ruyter – auch Flotten-Flaggschiff – Niederlande 1936

Schwere Kreuzer
- Wichita – USA 1939
- Oyodo – Japan 1943 (Schwesterschiff Niyodo unvollendet)
- Northampton – Führungs- und Kommandoschiff, als 4. Schwerer Kreuzer (CA-125) der Oregon-City-Klasse begonnen – USA 1953

Kolonialkreuzer
- Eritrea – Italien 1937

Atomkreuzer
- Long Beach – erster Atomkreuzer der Welt – USA 1961
- Bainbridge – USA 1962 (bis 1975 als Fregatte/Zerstörer eingestuft)
- Truxtun – USA 1967 (bis 1975 als Zerstörer eingestuft)

Flottillenführer (Großzerstörer)
- Taschkent – Sowjetunion 1939
- Swift – Großbritannien
- Norfolk – USA 1953

Zerstörer
- Cobra – Großbritannien 1900
- Arno – Großbritannien 1915
- Ambuscade – Großbritannien 1927
- Amazon – Großbritannien 1927
- Shimakaze – Japan 1942

Kanonenboote
- USS Nashville – USA 1897

Avisos
- Grille – Deutschland 1858
- Grille – Deutschland 1935

Tender
- USS Cascade – ein Zerstörer-Tender – USA 1943/1951

Werkstattschiffe
- Quarnaro – Italien 1927

Segelschulschiffe
- Cristoforo Colombo – Italien 1928
- Amerigo Vespucci – Italien 1931

Flugzeugträger
- Furious – Großbritannien 1916
- Langley – (ex Kohlentender USS Jupiter von 1913) – USA 1922
- Argus – (ex unvollendetes Passagierschiff Conte Rosso) – Großbritannien 1924
- Hōshō – Japan 1922
- Hermes – Großbritannien 1923
- Ranger – USA 1934
- Ark Royal – Großbritannien 1938
- Wasp – USA 1940
- Audacity – Großbritannien 1941 (Beuteschiff – ex deutsches Frachtschiff Hannover)
- Indomitable – Großbritannien 1941
- Unicorn – Großbritannien 1943/1949
- Aquila – (ex Passagierschiff Roma) – Italien (1943 nicht abgeliefert)
- Sparviero – (ex Passagierschiff Augustus) – Italien (1943 nicht abgeliefert)
- Activity – Großbritannien 1943
- Ryūhō – Japan 1944
- Taihō – Japan 1944 (5 Schwesterschiffe unvollendet)
- Shinano – Japan 1944 (Umbau des noch nicht fertiggestellten 3. Schlachtschiffs der Yamato-Klasse)
- Enterprise – USA 1961
- John F. Kennedy – USA 1968 (Stark modifizierte Version der Kitty-Hawk-Klasse)
- Giuseppe Garibaldi – Italien 1985
- Príncipe de Asturias – Spanien 1988
- Uljanowsk – Sowjetunion (Bau 1991 bei 40 Prozent Baufortschritt abgebrochen)
- Charles de Gaulle – Frankreich 2001
- Cavour – Italien 2009
- Vikrant – Indien (voraussichtliche Indienststellung 2018)

Flugzeugmutterschiffe/Seeflugzeugträger
- La Foudre – Frankreich 1911/1913 (ursprünglich 1896 als Torpedoboot-Tender bzw. Werkstattschiff gebaut)
- Ark Royal – Großbritannien 1914 (ursprünglich als Handelsschiff auf Kiel gelegt)
- Ben-my-Chree (ex schnelles Fährschiff gleichen Namens von 1908) – Großbritannien 1915
- Dédalo (ex deutscher Handelsdampfer Neuenfels von 1901) – Spanien 1922
- Giuseppe Miraglia – (ex Handelsdampfer Cittá di Messina) – Italien 1927
- Albatross – Australien 1929
- Zmaj – Jugoslawien 1929
- Commandant Teste – Frankreich 1932
- Ostmark – Deutschland 1936

U-Boote
- Turtle – USA 1776
- Brandtaucher – Deutschland 1850
- Pioneer – USA 1862
- Alligator – USA 1862
- American Diver – USA 1863
- H. L. Hunley – Konföderierte Staaten von Amerika (KSA) 1863
- Holland – USA 1900
- Dupuy de Lôme – Frankreich 1916
- M-1 – USA 1918
- Ettore Fieramosca (Hochsee U-Boot) – Italien 1930
- Vesikko – Finnland 1933
- Pietro Micca (U-Minenleger) – Italien 1935
- Albacore – USA 1953
- Nautilus – USA 1954
- Darter – USA 1956
- Seawolf – USA 1957
- Triton – USA 1959
- Tullibee – USA 1987
- Narwhal – USA 1969
- Project 661 „Antschar“ – Sowjetunion 1969
- K-278 Komsomolez – Sowjetunion 1984

U-Kreuzer
- Surcouf – Frankreich 1934